# 철-비소 기반 초전도체
철-비소 기반 초전도체에 대해 설명한다.

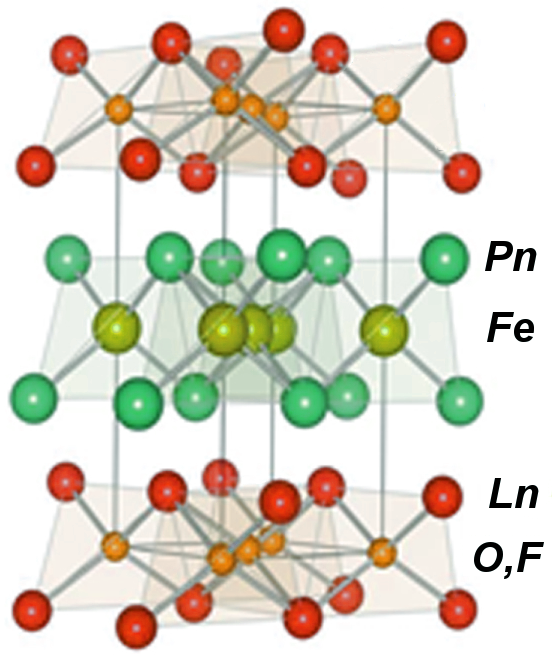

2008년 초 철 기반의 새로운 초전도체가 일본의 Hosono그룹에서 보고되었다 (Y. KamiharaT., 2008). 이는 LaFeAsO의 화학식을 가지는 금속을 띠는 물질이지만 산소 자리에 불소가 도핑되면서 초전도 현상이 나타나는 것을 보였다. 원자의 배열 구조는 편형 형태로서 LaO 층과 FeAs층이 번갈아가며 쌓여있다. F원자가 산소 자리를 채우면서 전자 하나가 많아지고 이것이 FeAs층에 전자를 공급하여 전하를 운송하게 되며 이를 통해서 초전도 현상이 나타나게 된다. 이후 이와 비슷한 성질을 가지는 물질이 AFe2As2 (A = Sr, Ca, Ba, Eu)구조에서도 발견되었다. 이 물질 또한 초전도 현상을 보이지 않지만 정공 또는 전자를 도핑하거나 압력을 가해주면 초전도 현상을 보이게 된다. 또한 원래의 물질은 온도가 내려감에 따라 스핀밀도파동(spin density wave)전이를 보이는데 위의 세 가지 요소에 따라 이것이 점차 억제되고 서서히 초전도 현상이 나타난다. 일부 아직까지 확실하지는 않지만 초전도 현상과 스핀밀도파동 전이가 공존하는 경우도 보고되고 있다.
철-비소 기반의 초전도체가 발견됨에 따라 기존에 존재하던 구리산화물 초전도체와 비교가 될 수밖에 없었다. 두 초전도체 모두 층상 구조를 가지고 mother compound에서 반강자성 정렬을 이루다가 불순물이 첨가될수록 초전도 현상을 보이게 되는 공통점을 가지고 있다. 그러나 구리산화물 초전도체는 모트-부도체인 반면에 철-비소 기반의 초전도체는 금속성을 띤다. 또한 하나의 오비탈만 역할을 하는 구리산화물과는 달리 짝수 개의 수송 전하를 가지고 있어 Fermi level 근처에서 다중-밴드(multi-band)를 고려해 주어야 한다.

## 결정 구조
철-비소 기반의 초전도체는 122 시스템의 경우 I4/mmm 공간군의 ThCr2Si2 정방구조 가지고 있다. 철 이온은 평
면 내에 격자 구조를 이루고 이를 중심으로 비소 원자가 정사면체의 형태로 배열되어 있다.
화학식으로 AFe2As2 을 가지고 A 자리에는 스트론튬(Sr) 바륨(Ba), 칼슘(Ca), 유로피움(Eu)의 원자가 들어간다.

## 시료의 제작
주석-플럭스 방법이나 자가-플럭스 방법을 사용하여 결정을 성장시킨다.시료 제작시 산화를 막기 위해 고순도 아르곤 분위기의 glove box에서 작업한다. 알루미나 도가니에 순도가 높은 각각의 시료를 비율에 맞추어 넣고 Quartz tube에 넣고 밀봉하여 산화를 막는다. 길러진 시료는 판형의 모양을 가지고 보통 평면의 수직한 방향이 c축이 된다.

## 스핀 밀도 전이
SrFe2As2의 경우 절대온도 200도에서 철의 자기 모멘트가 반강자성 정렬을 한다. 이와 동시에 I4/mmm의 정방구조에서 Fmmm의 orthorohmbic 구조로 일차 상전이한다.
| A 원자 | 전이 온도 (절대온도 K) |
| ------ | ---------------------- |
| Ba     | 140                    |
| Ca     | 170                    |
| Sr     | 200                    |
| Eu     | 200                    |

## 불순물에 의한 초전도 현상
A자리에 칼륨(K)을 넣어 정공을 첨가하거나 철 자리에 코발트(Co)를 넣어 전자를 첨가하면 초전도 현상을 보이게 된다. 불순물의 양이 증가할수록 스핀밀도파동은 억제되고 초전도 현상이 강화되지만 일정 이상이 되면 다시 약화된다. 122시스템의 경우 보고된 가장 높은 전이 온도는Ba0.6K0.4Fe2As2의 조성을 가질 때의 38K이다.

## 압력에 의한 초전도 현상
시료에 압력을 가하여 chemical potential을 조절해 주면 이 이스템에서 초전도 현상을 유도할 수 있다. SrFe1.6Co0.4As2의 경우 압력이 높아질수록 임계온도가 높아지는 경향을 보인다.

## 같이 보기
- 곤도 효과